# Antolín de la Fuente
Antolín de la Fuente Cla (Gijón; 27 de abril de 1921-Oviedo; 4 de febrero de 1997) fue un músico español.

## Biografía
Hijo de Francisca Cla y Alberto de la Fuente. Heredó su pasión por la música de su padre, que fue músico militar y director de la Banda de Infiesto, donde ya antes de la Guerra Civil Española tocaba el saxo bajo la batuta de su padre.
Durante la Guerra Civil Española ejerció de cornetín de órdenes en el ejército republicano. Su breve pasado republicano le cerró en principio la posibilidad de ser director de banda militar, aunque en 1968 consigue alcanzar su objetivo y en 1972 se jubila del Ejército y regresa a Asturias.
Fue director de la Banda de Música de Gijón desde 1978 hasta 1994. Murió tres años después, en 1997, en Oviedo. En Gijón se reconoció su labor dándole su nombre a una calle del barrio de Contrueces.

## Obra
Tiene una abundante obra, alguna de ellas considerada ya dentro del cancionero popular como Mocina, dame un besín. Otras son arreglos de música tradicional. Algunos de sus títulos son:
- Mocina dame un besín
- La Xana
- Suenen campanes
- La flor del agua
- Tríptico andaluz
- Canto a Gijón